# أمنتاك (بني كلون)
أمنتاك هو دُوَّار يقع بجماعة تزكان، إقليم شفشاون، جهة طنجة تطوان الحسيمة في المملكة المغربية. ينتمي الدوّار لمشيخة بني كلون التي تضم 7 دواوير. يقدر عدد سكانه بـ 414 نسمة حسب الإحصاء الرسمي للسكان والسكنى لسنة 2004.

## روابط خارجية
- البوابة الوطنية للجماعات الترابية
- المندوبية السامية للتخطيط